# Exoprosopa trigradata
Exoprosopa trigradata är en tvåvingeart som beskrevs av Hesse 1956. Exoprosopa trigradata ingår i släktet Exoprosopa och familjen svävflugor.
Artens utbredningsområde är Namibia. Inga underarter finns listade i Catalogue of Life.